# Agrotis subsegetis
Agrotis subsegetis là một loài bướm đêm trong họ Noctuidae.